# Liste der Kulturdenkmäler in Stadtallendorf
Die folgende Liste enthält die in der Denkmaltopographie ausgewiesenen Kulturdenkmäler auf dem Gebiet  der  Stadt Stadtallendorf, Landkreis Marburg-Biedenkopf, Hessen.
Hinweis: Die Reihenfolge der Denkmäler in dieser Liste orientiert sich zunächst an Stadtteilen und anschließend der Anschrift, alternativ ist sie auch nach der Bezeichnung oder der Bauzeit sortierbar.
Kulturdenkmäler werden fortlaufend im Denkmalverzeichnis des Landes Hessen durch das Landesamt für Denkmalpflege Hessen auf Basis des Hessischen Denkmalschutzgesetzes (HDSchG) geführt. Die Schutzwürdigkeit eines Kulturdenkmals hängt nicht von der Eintragung in das Denkmalverzeichnis des Landes Hessen oder der Veröffentlichung in der Denkmaltopographie ab.

Die Liste der Kulturdenkmäler in Stadtallendorf enthält alle Kulturdenkmäler in der Kernstadt von Stadtallendorf, die in der vom Landesamt für Denkmalpflege Hessen 2002 herausgegebenen Denkmaltopographie Landkreis Marburg-Biedenkopf I veröffentlicht wurden.

## Legende
- Bezeichnung: Nennt den Namen, die Bezeichnung oder die Art des Kulturdenkmals.
- Lage: Nennt den Straßennamen und wenn vorhanden die Hausnummer des Kulturdenkmals. Die Grundsortierung der Liste erfolgt nach dieser Adresse. Der Link „Karte“ führt zu verschiedenen Kartendarstellungen und nennt die Koordinaten des Kulturdenkmals.
- Beschreibung: Nennt bauliche und geschichtliche Einzelheiten des Kulturdenkmals, vorzugsweise die Denkmaleigenschaften. In Klammern sollte die Begründung des Denkmalwertes abgekürzt angegeben werden: g = geschichtlich, k = künstlerisch, s = städtebaulich, t = technisch, w = wissenschaftlich.
- Bauzeit: Gibt die Datierung an; das Jahr der Fertigstellung bzw. den Zeitraum der Errichtung. Eine Sortierung nach Jahr ist möglich.

## Gesamtanlage Altstadt
| Bild                         | Bezeichnung                           | Lage | Beschreibung                                                    | Bauzeit | Daten |
| ---------------------------- | ------------------------------------- | --- | --------------------------------------------------------------- | ------- | ----- |
| Gesamtanlage Altstadt        | Gesamtanlage Altstadt                 | Am Alten Rathaus, Am Hahnrain 1–6, Bachstraße, Emsdorfer Straße 1, Gevattermannsgasse, Hahnengasse, Hauptstraße 35–89, 30–52, Hofstraße 1–21, 2–16, Im Graben, Kirchhainer Weg 1–9, 2–12, Kirchweg, Kronackerring 1a, 13, Leide 1–25, 2–36, Lindenstraße 1, 1a, Lindenweg 1–9, Mittelstraße, Pfarrweg, Roter Weg, Treysaer Weg 2, Wuhlgraben 1, 2–16 LageFlur: 21, 22, 23, 24, Flurstück: |                                                                 |         |       |
| Bild gesucht BW              | Wohnhaus                              | Am Alten Rathaus 1 LageFlur: 23, Flurstück: 129/2 |                                                                 |         |       |
| Bild gesucht BW              | Tagelöhnerhaus                        | Am Alten Rathaus 2 LageFlur: 23, Flurstück: 130/1 |                                                                 |         |       |
| Bild gesucht BW              |                                       | Am alten Rathaus 3 Lage | (nur als Teil der Gesamtanlage)                                 |         |       |
| Bild gesucht BW              |                                       | Am Hahnrain 1 Lage | (nur als Teil der Gesamtanlage)                                 |         |       |
| Bild gesucht BW              |                                       | Am Hahnrain 3 Lage | (nur als Teil der Gesamtanlage)                                 |         |       |
| Bild gesucht BW              |                                       | Am Hahnrain 5 Lage | (nur als Teil der Gesamtanlage)                                 |         |       |
| Bild gesucht BW              | Einhaus                               | Bachstraße 1 LageFlur: 23, Flurstück: 120/1 |                                                                 |         |       |
| Bild gesucht BW              | Wohnhaus                              | Bachstraße 2 LageFlur: 22, Flurstück: 30/1 |                                                                 |         |       |
| Bild gesucht BW              |                                       | Bachstraße 3 Lage | (nur als Teil der Gesamtanlage)                                 |         |       |
| Bild gesucht BW              |                                       | Bachstraße 4 Lage | (nur als Teil der Gesamtanlage)                                 |         |       |
| Bild gesucht BW              |                                       | Bachstraße 6 Lage | (nur als Teil der Gesamtanlage)                                 |         |       |
| Bild gesucht BW              |                                       | Bachstraße 8 Lage | (nur als Teil der Gesamtanlage)                                 |         |       |
| Bild gesucht BW              |                                       | Bachstraße 10 Lage | (nur als Teil der Gesamtanlage)                                 |         |       |
| Bild gesucht BW              | Einhaus                               | Bachstraße 12 LageFlur: 22, Flurstück: 151/43 |                                                                 |         |       |
| Bild gesucht BW              |                                       | Bachstraße 14 Lage | (nur als Teil der Gesamtanlage)                                 |         |       |
|                              |                                       | Bachstraße 16 Lage | (nur als Teil der Gesamtanlage)                                 |         |       |
| Bild gesucht BW              | Hofanlage                             | Bachstraße 18 LageFlur: 22, Flurstück: 52, 53/2" |                                                                 |         |       |
| Bildstock                    | Bildstock                             | Emsdorfer Straße/Hofstraße Lage |                                                                 |         |       |
| Wohnhaus                     | Wohnhaus                              | Gevattermannsgasse 1 LageFlur: 23, Flurstück: 100/1 |                                                                 |         |       |
| Wohnhaus                     | Wohnhaus                              | Gevattermannsgasse 2 LageFlur: 23, Flurstück: 91/1, 92" |                                                                 |         |       |
|                              |                                       | Gevattermannsgasse 3 Lage | (nur als Teil der Gesamtanlage)                                 |         |       |
|                              |                                       | Gevattermannsgasse 4 Lage | (nur als Teil der Gesamtanlage)                                 |         |       |
| Einhaus                      | Einhaus                               | Gevattermannsgasse 6 LageFlur: 23, Flurstück: 113/3 |                                                                 |         |       |
| Einhaus                      | Einhaus                               | Gevattermannsgasse 8 LageFlur: 23, Flurstück: 112/1 |                                                                 |         |       |
|                              |                                       | Gevattermannsgasse 10 Lage | (nur als Teil der Gesamtanlage)                                 |         |       |
| Bild gesucht BW              |                                       | Hahnengasse 1 Lage | (nur als Teil der Gesamtanlage)                                 |         |       |
| Bild gesucht BW              |                                       | Hahnengasse 2 Lage | (nur als Teil der Gesamtanlage)                                 |         |       |
| Bild gesucht BW              | Wohnhaus                              | Hahnengasse 3 LageFlur: 23, Flurstück: 123/1 |                                                                 |         |       |
| Bild gesucht BW              |                                       | Hahnengasse 4 Lage | (nur als Teil der Gesamtanlage)                                 |         |       |
| Bild gesucht BW              | Streckhof                             | Hahnengasse 5 LageFlur: 23, Flurstück: 122/2 |                                                                 |         |       |
| Bild gesucht BW              |                                       | Hahnengasse 6 Lage | (nur als Teil der Gesamtanlage)                                 |         |       |
| Bild gesucht BW              |                                       | Hahnengasse 7 Lage | (nur als Teil der Gesamtanlage)                                 |         |       |
| Bild gesucht BW              |                                       | Hahnengasse 8 Lage | (nur als Teil der Gesamtanlage)                                 |         |       |
| Bild gesucht BW              | Hofanlage                             | Hahnengasse 9 LageFlur: 22, Flurstück: 23/1 |                                                                 |         |       |
| Bild gesucht BW              | Handwerker- oder Tagelöhnerhaus       | Hahnengasse 10 LageFlur: 22, Flurstück: 20/2 |                                                                 |         |       |
| Bild gesucht BW              | Wohnhaus                              | Hahnengasse 11 LageFlur: 22, Flurstück: 22/1 |                                                                 |         |       |
| Bild gesucht BW              |                                       | Hahnengasse 12 Lage | (nur als Teil der Gesamtanlage)                                 |         |       |
| Bild gesucht BW              |                                       | Hahnengasse 13 Lage | (nur als Teil der Gesamtanlage)                                 |         |       |
| Bild gesucht BW              |                                       | Hahnengasse 18 Lage | (nur als Teil der Gesamtanlage)                                 |         |       |
| Bild gesucht BW              |                                       | Hahnengasse 20 Lage | (nur als Teil der Gesamtanlage)                                 |         |       |
| Bild gesucht BW              |                                       | Hahnengasse 22 Lage | (nur als Teil der Gesamtanlage)                                 |         |       |
|                              |                                       | Hauptstraße 30 Lage | (nur als Teil der Gesamtanlage)                                 |         |       |
| Bild gesucht BW              |                                       | Hauptstraße 32 Lage | (nur als Teil der Gesamtanlage)                                 |         |       |
|                              |                                       | Hauptstraße 34 Lage | (nur als Teil der Gesamtanlage)                                 |         |       |
| Bild gesucht BW              | Dreiseithof                           | Hauptstraße 35 LageFlur: 23, Flurstück: 279/76 |                                                                 |         |       |
| Einhaus                      | Einhaus                               | Hauptstraße 36 LageFlur: 23, Flurstück: 104 |                                                                 |         |       |
| Bild gesucht BW              |                                       | Hauptstraße 37 Lage | (nur als Teil der Gesamtanlage)                                 |         |       |
| Bild gesucht BW              |                                       | Hauptstraße 38 Lage | (nur als Teil der Gesamtanlage)                                 |         |       |
| Bild gesucht BW              |                                       | Hauptstraße 39 Lage | (nur als Teil der Gesamtanlage)                                 |         |       |
|                              |                                       | Hauptstraße 40 Lage | (nur als Teil der Gesamtanlage)                                 |         |       |
|                              |                                       | Hauptstraße 40a Lage | (nur als Teil der Gesamtanlage)                                 |         |       |
| Bild gesucht BW              |                                       | Hauptstraße 41 Lage | (nur als Teil der Gesamtanlage)                                 |         |       |
| Bild gesucht BW              |                                       | Hauptstraße 43 Lage | (nur als Teil der Gesamtanlage)                                 |         |       |
|                              |                                       | Hauptstraße 44 Lage | (nur als Teil der Gesamtanlage)                                 |         |       |
| Bild gesucht BW              | Wohnhaus                              | Hauptstraße 45 LageFlur: 23, Flurstück: 63/1 |                                                                 |         |       |
| Winkelhof                    | Winkelhof                             | Hauptstraße 46 LageFlur: 23, Flurstück: 178/2 |                                                                 |         |       |
| Hofanlage                    | Hofanlage                             | Hauptstraße 47 LageFlur: 24, Flurstück: 160/1 |                                                                 |         |       |
| Wohnhaus                     | Wohnhaus                              | Hauptstraße 48 LageFlur: 23, Flurstück: 179/1 |                                                                 |         |       |
| Einhaus                      | Einhaus                               | Hauptstraße 49 LageFlur: 24, Flurstück: 161/1 |                                                                 |         |       |
| Bild gesucht BW              |                                       | Hauptstraße 50 Lage | (nur als Teil der Gesamtanlage)                                 |         |       |
| Bild gesucht BW              |                                       | Hauptstraße 51 Lage | (nur als Teil der Gesamtanlage)                                 |         |       |
| Bild gesucht BW              |                                       | Hauptstraße 52 Lage | (nur als Teil der Gesamtanlage)                                 |         |       |
|                              |                                       | Hauptstraße 53 Lage |                                                                 |         |       |
| Streckhof                    | Streckhof                             | Hauptstraße 55 LageFlur: 24, Flurstück: 151/3 |                                                                 |         |       |
| Bild gesucht BW              |                                       | Hauptstraße 57 Lage | (nur als Teil der Gesamtanlage)                                 |         |       |
| Bild gesucht BW              | Wohnhaus                              | Hauptstraße 59 LageFlur: 24, Flurstück: 168/1 |                                                                 |         |       |
| Bild gesucht BW              | Fachwerkgebäude                       | Hauptstraße 61/63 LageFlur: 24, Flurstück: 167, 298/165 |                                                                 |         |       |
| Bild gesucht BW              |                                       | Hauptstraße 65 Lage | (nur als Teil der Gesamtanlage)                                 |         |       |
| Bild gesucht BW              |                                       | Hauptstraße 67 Lage | (nur als Teil der Gesamtanlage)                                 |         |       |
|                              |                                       | Hauptstraße 71 Lage | (nur als Teil der Gesamtanlage)                                 |         |       |
|                              |                                       | Hauptstraße 73 Lage | (nur als Teil der Gesamtanlage)                                 |         |       |
| Bild gesucht BW              |                                       | Hauptstraße 75 Lage | (nur als Teil der Gesamtanlage)                                 |         |       |
| Bild gesucht BW              |                                       | Hauptstraße 77 Lage | (nur als Teil der Gesamtanlage)                                 |         |       |
| Bild gesucht BW              | Wohnhaus                              | Hauptstraße 79 LageFlur: 24, Flurstück: 209/1 |                                                                 |         |       |
| Bild gesucht BW              |                                       | Hauptstraße 81 Lage | (nur als Teil der Gesamtanlage)                                 |         |       |
| Bild gesucht BW              |                                       | Hauptstraße 83 Lage | (nur als Teil der Gesamtanlage)                                 |         |       |
| Bild gesucht BW              |                                       | Hauptstraße 85 Lage | (nur als Teil der Gesamtanlage)                                 |         |       |
| Bild gesucht BW              |                                       | Hauptstraße 87 Lage | (nur als Teil der Gesamtanlage)                                 |         |       |
| Bild gesucht BW              |                                       | Hauptstraße 89 Lage | (nur als Teil der Gesamtanlage)                                 |         |       |
| Bild gesucht BW              | Schulgebäude                          | Hofstraße 1 LageFlur: 21, Flurstück: 388/161 |                                                                 |         |       |
| Bild gesucht BW              |                                       | Hofstraße 2 Lage | (nur als Teil der Gesamtanlage)                                 |         |       |
| Bild gesucht BW              |                                       | Hofstraße 3 Lage | (nur als Teil der Gesamtanlage)                                 |         |       |
| Bild gesucht BW              |                                       | Hofstraße 4 Lage | (nur als Teil der Gesamtanlage)                                 |         |       |
| Bild gesucht BW              |                                       | Hofstraße 5 Lage | (nur als Teil der Gesamtanlage)                                 |         |       |
| Bild gesucht BW              |                                       | Hofstraße 7 Lage | (nur als Teil der Gesamtanlage)                                 |         |       |
| Bild gesucht BW              |                                       | Hofstraße 8 Lage | (nur als Teil der Gesamtanlage)                                 |         |       |
| Bild gesucht BW              |                                       | Hofstraße 9 Lage | (nur als Teil der Gesamtanlage)                                 |         |       |
| Bild gesucht BW              | Hofanlage                             | Hofstraße 10 LageFlur: 21, Flurstück: 168/1 |                                                                 |         |       |
| Bild gesucht BW              |                                       | Hofstraße 11 Lage | (nur als Teil der Gesamtanlage)                                 |         |       |
| Bild gesucht BW              |                                       | Hofstraße 12 Lage | (nur als Teil der Gesamtanlage)                                 |         |       |
| Bild gesucht BW              |                                       | Hofstraße 13 Lage | (nur als Teil der Gesamtanlage)                                 |         |       |
| Bild gesucht BW              |                                       | Hofstraße 14 Lage | (nur als Teil der Gesamtanlage)                                 |         |       |
| Bild gesucht BW              |                                       | Hofstraße 15 Lage | (nur als Teil der Gesamtanlage)                                 |         |       |
| Bild gesucht BW              | Einhaus                               | Hofstraße 16 LageFlur: 21, Flurstück: 526/126 |                                                                 |         |       |
|                              |                                       | Hofstraße 17 Lage | (nur als Teil der Gesamtanlage)                                 |         |       |
| Einhaus                      | Einhaus                               | Hofstraße 19 LageFlur: 21, Flurstück: 143/2 |                                                                 |         |       |
|                              |                                       | Hofstraße 21 (nur als Teil der Gesamtanlage) Lage |                                                                 |         |       |
| Bild gesucht BW              | Erdkeller                             | Im Graben LageFlur: 21, Flurstück: 113/1 |                                                                 |         |       |
| Bild gesucht BW              |                                       | Im Graben 2 Lage | (nur als Teil der Gesamtanlage)                                 |         |       |
| Bild gesucht BW              |                                       | Im Graben 6 Lage | (nur als Teil der Gesamtanlage)                                 |         |       |
| Winkelhof                    | Winkelhof                             | Kirchhainer Weg 1 LageFlur: 23, Flurstück: 62/1 |                                                                 |         |       |
| Bild gesucht BW              |                                       | Kirchhainer Weg 2 Lage | (nur als Teil der Gesamtanlage)                                 |         |       |
| Bild gesucht BW              | zwei Fachwerkhäuser                   | Kirchhainer Weg 3/5 LageFlur: 23, Flurstück: 58/1 |                                                                 |         |       |
|                              |                                       | Kirchhainer Weg 4 Lage | (nur als Teil der Gesamtanlage)                                 |         |       |
|                              |                                       | Kirchhainer Weg 6 Lage | (nur als Teil der Gesamtanlage)                                 |         |       |
| Bild gesucht BW              | Wohnhaus                              | Kirchhainer Weg 7 LageFlur: 23, Flurstück: 56 |                                                                 |         |       |
|                              |                                       | Kirchhainer Weg 8 Lage | (nur als Teil der Gesamtanlage)                                 |         |       |
|                              |                                       | Kirchhainer Weg 9 Lage | (nur als Teil der Gesamtanlage)                                 |         |       |
|                              |                                       | Kirchhainer Weg 10 Lage | (nur als Teil der Gesamtanlage)                                 |         |       |
| Einhaus                      | Einhaus                               | Kirchhainer Weg 12 LageFlur: 24, Flurstück: 101/2 |                                                                 |         |       |
| weitere Bilder               | Katholische Pfarrkirche St. Katharina | Kirchweg LageFlur: 23, Flurstück: 153/1 |                                                                 |         |       |
| Wehrkirchhof und Friedhof    | Wehrkirchhof und Friedhof             | Kirchweg Lage | mit Kriegerehrenmal und Torpfosten, Hochkruzifix, Kirchhofmauer |         |       |
| Bild gesucht BW              |                                       | Kirchweg 1 Lage | (nur als Teil der Gesamtanlage)                                 |         |       |
| Wohnhaus                     | Wohnhaus                              | Kirchweg 2 LageFlur: 23, Flurstück: 152/1 |                                                                 |         |       |
| Bild gesucht BW              |                                       | Leide 1 Lage | (nur als Teil der Gesamtanlage)                                 |         |       |
| Bild gesucht BW              |                                       | Leide 2 Lage | (nur als Teil der Gesamtanlage)                                 |         |       |
| Bild gesucht BW              |                                       | Leide 3 Lage | (nur als Teil der Gesamtanlage)                                 |         |       |
| Wohnhaus                     | Wohnhaus                              | Leide 4 LageFlur: 22, Flurstück: 181/55 |                                                                 |         |       |
| Bild gesucht BW              |                                       | Leide 5 Lage | (nur als Teil der Gesamtanlage)                                 |         |       |
| Einhaus                      | Einhaus                               | Leide 6 LageFlur: 22, Flurstück: 61/2 |                                                                 |         |       |
| Bild gesucht BW              | Tagelöhnerhaus                        | Leide 8 LageFlur: 22, Flurstück: 58/1 |                                                                 |         |       |
| Bild gesucht BW              | Doppelwohnhaus                        | Leide 9 LageFlur: 21, Flurstück: 188/2 |                                                                 |         |       |
| Einhaus                      | Einhaus                               | Leide 10 LageFlur: 22, Flurstück: 64/2 |                                                                 |         |       |
| Bild gesucht BW              |                                       | Leide 11 Lage | (nur als Teil der Gesamtanlage)                                 |         |       |
| Bild gesucht BW              |                                       | Leide 12 Lage | (nur als Teil der Gesamtanlage)                                 |         |       |
| Bild gesucht BW              |                                       | Leide 13 Lage | (nur als Teil der Gesamtanlage)                                 |         |       |
| Dreiseithof                  | Dreiseithof                           | Leide 14 LageFlur: 22, Flurstück: 156/67 |                                                                 |         |       |
| Bild gesucht BW              |                                       | Leide 15 Lage | (nur als Teil der Gesamtanlage)                                 |         |       |
| Bild gesucht BW              |                                       | Leide 16 Lage | (nur als Teil der Gesamtanlage)                                 |         |       |
|                              |                                       | Leide 17 Lage | (nur als Teil der Gesamtanlage)                                 |         |       |
| Bild gesucht BW              |                                       | Leide 18 Lage | (nur als Teil der Gesamtanlage)                                 |         |       |
| Bild gesucht BW              |                                       | Leide 19 Lage | (nur als Teil der Gesamtanlage)                                 |         |       |
| Bild gesucht BW              | Einhaus                               | Leide 20 LageFlur: 22, Flurstück: 75/2 |                                                                 |         |       |
| Bild gesucht BW              |                                       | Leide 21 Lage | (nur als Teil der Gesamtanlage)                                 |         |       |
| Bild gesucht BW              | Einhaus                               | Leide 22 LageFlur: 22, Flurstück: 81/1 |                                                                 |         |       |
| Bild gesucht BW              |                                       | Leide 23 Lage | (nur als Teil der Gesamtanlage)                                 |         |       |
| Bild gesucht BW              |                                       | Leide 24 Lage | (nur als Teil der Gesamtanlage)                                 |         |       |
| Bild gesucht BW              |                                       | Leide 25 Lage | (nur als Teil der Gesamtanlage)                                 |         |       |
| Bild gesucht BW              |                                       | Leide 26 Lage | (nur als Teil der Gesamtanlage)                                 |         |       |
| Mainzer Kellerei             | Mainzer Kellerei                      | Leide 28 LageFlur: 21, Flurstück: 318 |                                                                 |         |       |
| Bild gesucht BW              |                                       | Leide 30 Lage | (nur als Teil der Gesamtanlage)                                 |         |       |
| Bild gesucht BW              |                                       | Leide 32 Lage | (nur als Teil der Gesamtanlage)                                 |         |       |
| Bild gesucht BW              | Wohnhaus                              | Leide 34 LageFlur: 21, Flurstück: 321, 322 |                                                                 |         |       |
| Bild gesucht BW              |                                       | Leide 36 Lage | (nur als Teil der Gesamtanlage)                                 |         |       |
|                              |                                       | Lindenstraße 1 Lage | (nur als Teil der Gesamtanlage)                                 |         |       |
| Bild gesucht BW              |                                       | Lindenstraße 1a Lage | (nur als Teil der Gesamtanlage)                                 |         |       |
| Bild gesucht BW              |                                       | Lindenweg 1 Lage | (nur als Teil der Gesamtanlage)                                 |         |       |
| Bild gesucht BW              |                                       | Lindenweg 2 Lage | (nur als Teil der Gesamtanlage)                                 |         |       |
| Bild gesucht BW              |                                       | Lindenweg 3 Lage | (nur als Teil der Gesamtanlage)                                 |         |       |
| Bild gesucht BW              |                                       | Lindenweg 4 Lage | (nur als Teil der Gesamtanlage)                                 |         |       |
| Bild gesucht BW              |                                       | Lindenweg 5 Lage | (nur als Teil der Gesamtanlage)                                 |         |       |
| Bild gesucht BW              |                                       | Lindenweg 6 Lage | (nur als Teil der Gesamtanlage)                                 |         |       |
| Bild gesucht BW              | Tagelöhnerhaus                        | Lindenweg 7 LageFlur: 21, Flurstück: 376/215 |                                                                 |         |       |
| Bild gesucht BW              |                                       | Lindenweg 8 Lage | (nur als Teil der Gesamtanlage)                                 |         |       |
| Bild gesucht BW              |                                       | Lindenweg 9 Lage | (nur als Teil der Gesamtanlage)                                 |         |       |
| Bild gesucht BW              |                                       | Mittelstraße 1 Lage | (nur als Teil der Gesamtanlage)                                 |         |       |
| Winkelhof                    | Winkelhof                             | Mittelstraße 2 LageFlur: 23, Flurstück: 108/7 |                                                                 |         |       |
| Bild gesucht BW              |                                       | Mittelstraße 3 Lage | (nur als Teil der Gesamtanlage)                                 |         |       |
| Bild gesucht BW              |                                       | Mittelstraße 5 Lage | (nur als Teil der Gesamtanlage)                                 |         |       |
| Bild gesucht BW              |                                       | Mittelstraße 7 Lage | (nur als Teil der Gesamtanlage)                                 |         |       |
| Bild gesucht BW              |                                       | Mittelstraße 8 Lage | (nur als Teil der Gesamtanlage)                                 |         |       |
| Bild gesucht BW              |                                       | Mittelstraße 9 Lage | (nur als Teil der Gesamtanlage)                                 |         |       |
| Verwaltungsgebäude           | Verwaltungsgebäude                    | Mittelstraße 10 LageFlur: 23, Flurstück: 126/3 |                                                                 |         |       |
| Bild gesucht BW              | Doppelhaus                            | Mittelstraße 11/13 LageFlur: 23, Flurstück: 161/1, 288/16 | mit Scheune                                                     |         |       |
| Einhaus                      | Einhaus                               | Mittelstraße 12 LageFlur: 23, Flurstück: 133 |                                                                 |         |       |
|                              |                                       | Mittelstraße 14 Lage | (nur als Teil der Gesamtanlage)                                 |         |       |
| Bild gesucht BW              |                                       | Mittelstraße 15 Lage | (nur als Teil der Gesamtanlage)                                 |         |       |
| Bild gesucht BW              | Synagoge                              | Mittelstraße 16 LageFlur: 23, Flurstück: 135/1 |                                                                 |         |       |
| Bild gesucht BW              |                                       | Mittelstraße 17 Lage | (nur als Teil der Gesamtanlage)                                 |         |       |
| Bild gesucht BW              |                                       | Mittelstraße 18 Lage | (nur als Teil der Gesamtanlage)                                 |         |       |
| Bild gesucht BW              | Winkelhof                             | Mittelstraße 19 LageFlur: 23, Flurstück: 147/1 |                                                                 |         |       |
| Bild gesucht BW              |                                       | Pfarrweg 1 Lage | (nur als Teil der Gesamtanlage)                                 |         |       |
| Bild gesucht BW              |                                       | Pfarrweg 2 Lage | (nur als Teil der Gesamtanlage)                                 |         |       |
| Bild gesucht BW              |                                       | Roter Weg 1 Lage | (nur als Teil der Gesamtanlage)                                 |         |       |
| Bild gesucht BW              |                                       | Roter Weg 3 Lage | (nur als Teil der Gesamtanlage)                                 |         |       |
| Bild gesucht BW              |                                       | Roter Weg 5 Lage | (nur als Teil der Gesamtanlage)                                 |         |       |
| Einhaus                      | Einhaus                               | Treysaer Weg 2 LageFlur: 21, Flurstück: 124/6 |                                                                 |         |       |
| Bild gesucht BW              |                                       | Wuhlgraben 1 Lage |                                                                 |         |       |
| Wohnhaus                     | Wohnhaus                              | Wuhlgraben 2 LageFlur: 23, Flurstück: 61/1 |                                                                 |         |       |
|                              |                                       | Wuhlgraben 4 Lage | (nur als Teil der Gesamtanlage)                                 |         |       |
|                              |                                       | Wuhlgraben 6 Lage | (nur als Teil der Gesamtanlage)                                 |         |       |
| Einhaus                      | Einhaus                               | Wuhlgraben 8 LageFlur: 23, Flurstück: 50/2 |                                                                 |         |       |
| Wirtschafts- und Wohngebäude | Wirtschafts- und Wohngebäude          | Wuhlgraben 10 LageFlur: 23, Flurstück: 39/3 |                                                                 |         |       |
| Wirtschafts- und Wohngebäude | Wirtschafts- und Wohngebäude          | Wuhlgraben 12 LageFlur: 23, Flurstück: 36/1 |                                                                 |         |       |
| Bild gesucht BW              |                                       | Wuhlgraben 14 Lage | (nur als Teil der Gesamtanlage)                                 |         |       |
| Bild gesucht BW              |                                       | Wuhlgraben 16 Lage | (nur als Teil der Gesamtanlage)                                 |         |       |

## Gesamtanlage Haartsiedlung I
| Bild                         | Bezeichnung                  | Lage | Beschreibung                    | Bauzeit | Daten |
| ---------------------------- | ---------------------------- | --- | ------------------------------- | ------- | ----- |
| Gesamtanlage Haartsiedlung I | Gesamtanlage Haartsiedlung I | Behringstraße 1, Haartstraße 1–11, 8–10, 10a, Roentgenweg 1, Zeppelinstraße 5, 6 LageFlur: 33, Flurstück: |                                 |         |       |
|                              |                              | Behringstraße 1 Lage                                                                                      | (nur als Teil der Gesamtanlage) |         |       |
|                              |                              | Haartstraße 1 Lage                                                                                        | (nur als Teil der Gesamtanlage) |         |       |
|                              |                              | Haartstraße 3 Lage                                                                                        | (nur als Teil der Gesamtanlage) |         |       |
|                              |                              | Haartstraße 5 Lage                                                                                        | (nur als Teil der Gesamtanlage) |         |       |
|                              |                              | Haartstraße 7 Lage                                                                                        | (nur als Teil der Gesamtanlage) |         |       |
|                              |                              | Haartstraße 8 Lage                                                                                        | (nur als Teil der Gesamtanlage) |         |       |
|                              |                              | Haartstraße 9 Lage                                                                                        | (nur als Teil der Gesamtanlage) |         |       |
|                              |                              | Haartstraße 10 Lage                                                                                       | (nur als Teil der Gesamtanlage) |         |       |
|                              |                              | Haartstraße 10a Lage                                                                                      | (nur als Teil der Gesamtanlage) |         |       |
|                              |                              | Haartstraße 11 Lage                                                                                       | (nur als Teil der Gesamtanlage) |         |       |
| Wohnanlage                   | Wohnanlage                   | Röntgenweg 1 LageFlur: 33, Flurstück: 17/10                                                               |                                 |         |       |
| Verwaltungsgebäude           | Verwaltungsgebäude           | Zeppelinstraße 5 LageFlur: 33, Flurstück: 19/2                                                            |                                 |         |       |
|                              |                              | Zeppelinstraße 2 Lage                                                                                     | (nur als Teil der Gesamtanlage) |         |       |

## Gesamtanlage Haartsiedlung II
| Bild                          | Bezeichnung                   | Lage                                        | Beschreibung                    | Bauzeit | Daten |
| ----------------------------- | ----------------------------- | ------------------------------------------- | ------------------------------- | ------- | ----- |
| Gesamtanlage Haartsiedlung II | Gesamtanlage Haartsiedlung II | Kopernikusweg 3–21 LageFlur: 33, Flurstück: |                                 |         |       |
|                               |                               | Kopernikusweg 3 Lage                        | (nur als Teil der Gesamtanlage) |         |       |
|                               |                               | Kopernikusweg 5 Lage                        | (nur als Teil der Gesamtanlage) |         |       |
|                               |                               | Kopernikusweg 7 Lage                        | (nur als Teil der Gesamtanlage) |         |       |
|                               |                               | Kopernikusweg 9 Lage                        | (nur als Teil der Gesamtanlage) |         |       |
|                               |                               | Kopernikusweg 11 Lage                       | (nur als Teil der Gesamtanlage) |         |       |
|                               |                               | Kopernikusweg 13 Lage                       | (nur als Teil der Gesamtanlage) |         |       |
|                               |                               | Kopernikusweg 15 Lage                       | (nur als Teil der Gesamtanlage) |         |       |
|                               |                               | Kopernikusweg 17 Lage                       | (nur als Teil der Gesamtanlage) |         |       |
|                               |                               | Kopernikusweg 19 Lage                       | (nur als Teil der Gesamtanlage) |         |       |
|                               |                               | Kopernikusweg 21 Lage                       | (nur als Teil der Gesamtanlage) |         |       |

## Gesamtanlage Tirpitzstraße
| Bild                       | Bezeichnung                | Lage                                                                       | Beschreibung                    | Bauzeit | Daten |
| -------------------------- | -------------------------- | -------------------------------------------------------------------------- | ------------------------------- | ------- | ----- |
| Gesamtanlage Tirpitzstraße | Gesamtanlage Tirpitzstraße | Niederrheinische Straße 8a, 8b, Tirpitzstraße 1–9 LageFlur: 39, Flurstück: |                                 |         |       |
| Verwaltungsgebäude         | Verwaltungsgebäude         | Niederrheinische Straße 8a, 8b LageFlur: 39, Flurstück: 384                |                                 |         |       |
| Wohnhaus                   | Wohnhaus                   | Tirpitzstraße 1 LageFlur: 39, Flurstück: 48/469                            |                                 |         |       |
|                            |                            | Tirpitzstraße 3 Lage                                                       | (nur als Teil der Gesamtanlage) |         |       |
|                            |                            | Tirpitzstraße 5 Lage                                                       | (nur als Teil der Gesamtanlage) |         |       |
|                            |                            | Tirpitzstraße 7 Lage                                                       | (nur als Teil der Gesamtanlage) |         |       |
|                            |                            | Tirpitzstraße 9 Lage                                                       | (nur als Teil der Gesamtanlage) |         |       |

## Gesamtanlage Weddigenstraße
| Bild            | Bezeichnung                 | Lage                                                                                   | Beschreibung                    | Bauzeit | Daten |
| --------------- | --------------------------- | -------------------------------------------------------------------------------------- | ------------------------------- | ------- | ----- |
| Bild gesucht BW | Gesamtanlage Weddigenstraße | Bismarckstraße 6–8, Holzackerstraße 6–12, Weddigenstraße 4–10 LageFlur: 19, Flurstück: |                                 |         |       |
| Bild gesucht BW |                             | Bismarckstraße 6 Lage                                                                  | (nur als Teil der Gesamtanlage) |         |       |
| Bild gesucht BW |                             | Bismarckstraße 8 Lage                                                                  | (nur als Teil der Gesamtanlage) |         |       |
| Bild gesucht BW |                             | Holzackerstraße 6 Lage                                                                 | (nur als Teil der Gesamtanlage) |         |       |
| Bild gesucht BW |                             | Holzackerstraße 8 Lage                                                                 | (nur als Teil der Gesamtanlage) |         |       |
| Bild gesucht BW |                             | Holzackerstraße 10 Lage                                                                | (nur als Teil der Gesamtanlage) |         |       |
| Bild gesucht BW |                             | Holzackerstraße 12 Lage                                                                | (nur als Teil der Gesamtanlage) |         |       |
| Bild gesucht BW |                             | Weddigenstraße 4 Lage                                                                  | (nur als Teil der Gesamtanlage) |         |       |
| Bild gesucht BW |                             | Weddigenstraße 6 Lage                                                                  | (nur als Teil der Gesamtanlage) |         |       |
| Bild gesucht BW |                             | Weddigenstraße 8 Lage                                                                  | (nur als Teil der Gesamtanlage) |         |       |
| Bild gesucht BW |                             | Weddigenstraße 10 Lage                                                                 | (nur als Teil der Gesamtanlage) |         |       |

## Sachgesamtheit Munitionsfabrik
| Bild                                | Bezeichnung                         | Lage                                                                 | Beschreibung | Bauzeit | Daten |
| ----------------------------------- | ----------------------------------- | -------------------------------------------------------------------- | ------------ | ------- | ----- |
| Feuerwache                          | Feuerwache                          | Elbestraße 1 LageFlur: 44, Flurstück: 633/134                        |              |         |       |
| Wache 3                             | Wache 3                             | Moselstraße 1 LageFlur: 1, Flurstück: 1/215                          |              |         |       |
| Wache 1                             | Wache 1                             | Brahmsweg 1 LageFlur: 44, Flurstück: 75/11                           |              |         |       |
| WC-Anlage                           | WC-Anlage                           | Moselstraße LageFlur: 44, Flurstück: 603/18                          |              |         |       |
| Universalforschungslabor            | Universalforschungslabor            | Elbestraße 11 LageFlur: 44, Flurstück: 468/1                         |              |         |       |
| Gefangenenlager Münchmühle          | Gefangenenlager Münchmühle          | Plausdorfer Weg LageFlur: 44, Flurstück: 87/1                        |              |         |       |
| Sprengstoffbunker                   | Sprengstoffbunker                   | Am Plausdorfer Tor LageFlur: 44, Flurstück: 229                      |              |         |       |
| Zentralwerkstatt                    | Zentralwerkstatt                    | Rheinstraße 18 LageFlur: 44, Flurstück: 539/1                        |              |         |       |
| Verladerampe für volle TNT-Kisten   | Verladerampe für volle TNT-Kisten   | Oderstraße 1–7 LageFlur: 44, Flurstück: 635/1                        |              |         |       |
| Salpetersäurelager                  | Salpetersäurelager                  | Oderstraße 15a LageFlur: 44, Flurstück: 297                          |              |         |       |
| TNT-Kistenlager                     | TNT-Kistenlager                     | Oderstraße 9–13 LageFlur: 44, Flurstück: 44,634/2                    |              |         |       |
| Absorptionsanlage/Trocknung         | Absorptionsanlage/Trocknung         | Iglauer Weg 4 LageFlur: 42, Flurstück: 345/7                         |              |         |       |
| Anbau Absorptionsanlage             | Anbau Absorptionsanlage             | Iglauer Weg 4 LageFlur: 42, Flurstück: 345/7                         |              |         |       |
| Montagehalle, Stückhaus             | Montagehalle, Stückhaus             | Rheinstraße LageFlur: 44, Flurstück: 602/1                           |              |         |       |
| Schmelz- und Gießhaus               | Schmelz- und Gießhaus               | Rheinstraße LageFlur: 44, Flurstück: 602/1                           |              |         |       |
| Kühlhaus, Kühlkanal                 | Kühlhaus, Kühlkanal                 | Moselstraße 5 LageFlur: 44, Flurstück: 603/13                        |              |         |       |
| TNT-Aufgussgebäude                  | TNT-Aufgussgebäude                  | Moselstraße 7 LageFlur: 44, Flurstück: 603/19                        |              |         |       |
| Bild gesucht BW                     | Verladehalle, Lager, Versand        | Moselstraße LageFlur: 44, Flurstück: 602/1                           |              |         |       |
| Verladehalle                        | Verladehalle                        | Moselstraße LageFlur: 44, Flurstück: 1/45                            |              |         |       |
| Pförtnerhaus mit Torkontrollenhalle | Pförtnerhaus mit Torkontrollenhalle | Niederrheinische Straße 14 LageFlur: 39, Flurstück: 48/444, 48/445   |              |         |       |
| Büro und Trafostation               | Büro und Trafostation               | Niederrheinische Straße 15 LageFlur: 39, Flurstück: 1/19, 1/78, 72/9 |              |         |       |
| Wache 2                             | Wache 2                             | Niederrheinische Straße 30 LageFlur: 39, Flurstück: 48/199, 72/6"    |              |         |       |

## Einzeldenkmale
| Bild               | Bezeichnung                    | Lage                                                               | Beschreibung                                        | Bauzeit | Daten |
| ------------------ | ------------------------------ | ------------------------------------------------------------------ | --------------------------------------------------- | ------- | ----- |
| weitere Bilder     | evangelische Stadtkirche       | Am Bahnhof 14 LageFlur: 39, Flurstück: 48/45                       |                                                     |         |       |
| Bild gesucht BW    | Kruzifix                       | Emsdorfer Straße LageFlur: 2, Flurstück: 137                       |                                                     |         |       |
| Bild gesucht BW    | Kruzifix                       | Hauptstraße/Scheidsweg LageFlur: 29, Flurstück: 100/1              |                                                     |         |       |
| Kruzifix           | Kruzifix                       | Kirchhainer Weg 30 LageFlur: 25, Flurstück: 28                     |                                                     |         |       |
| jüdischer Friedhof | jüdischer Friedhof             | Läuserweg LageFlur: 31, Flurstück: 2/2                             |                                                     |         |       |
| weitere Bilder     | evangelische Notkirche         | Liebigstraße 4 LageFlur: 39, Flurstück: 48/13                      |                                                     |         |       |
| Kruzifix           | Kruzifix                       | Lindenstraße LageFlur: 12, Flurstück: 49                           |                                                     |         |       |
| Bild gesucht BW    | Herwa-Kino                     | Schillerstraße LageFlur: 44, Flurstück: 564/14                     | abgerissen                                          |         |       |
| weitere Bilder     | evangelische Herrenwaldkirche  | Schlesierstraße 30 LageFlur: 42, Flurstück: 141/3, 162, 163, 343/5 |                                                     |         |       |
| Bild gesucht BW    | katholische Kirche St. Michael | St. Michael-Straße 8 LageFlur: 19, Flurstück: 70/1, 71/1           |                                                     |         |       |
| Bild gesucht BW    | Tagelöhner- oder Hirtenhaus    | Treysaer Weg 28 LageFlur: 12, Flurstück: 80/1                      |                                                     |         |       |
| Kruzifix           | Kruzifix                       | Treysaer Weg LageFlur: 12, Flurstück: 44                           |                                                     |         |       |
| Bildstock          | Bildstock                      | außerhalb der Ortslage LageFlur: 18, Flurstück: 79                 |                                                     |         |       |
| Bildstock          | Bildstock                      | außerhalb der Ortslage LageFlur: 17, Flurstück: 57                 |                                                     |         |       |
| Bild gesucht BW    | Flurdenkmal Wasserscheide      | außerhalb der Ortslage LageFlur: 39, Flurstück: 167, 298/165       |                                                     |         |       |
| Heiligenhäuschen   | Heiligenhäuschen               | außerhalb der Ortslage LageFlur: 20, Flurstück: 56/1               |                                                     |         |       |
| Mariengrotte       | Mariengrotte                   | außerhalb der Ortslage LageFlur: 17, Flurstück: 57                 |                                                     |         |       |
| weitere Bilder     | Wallfahrtskapelle Forst        | außerhalb der Ortslage LageFlur: 43, Flurstück: 143/2              |                                                     |         |       |
| Bild gesucht BW    | Wasserburg                     | außerhalb der Ortslage LageFlur: 43, Flurstück: 8                  | Reste der ehemaligen Wasserburg der Ortschaft Forst |         |       |